# Nový hrad (Jimlín)
Nový Hrad je hrad přestavěný na zámek na návrší v jižní části obce Jimlín v okrese Louny. Od roku 1964 je chráněn jako kulturní památka. Rozlehlý areál tvoří komplex obytných a hospodářských budov se třemi nádvořími, díky poloze na vyvýšeném prostranství a vysoké věži je dominantou širokého okolí. Hrad byl založen v 15. století rodem Kolovratů, později často střídal majitele a prošel přestavbou na renesanční a barokní zámek. Posledními soukromými majiteli byli Schwarzenbergové (1767–1947). Nyní je zámek ve správě Ústeckého kraje a je přístupný veřejnosti.

## Historie

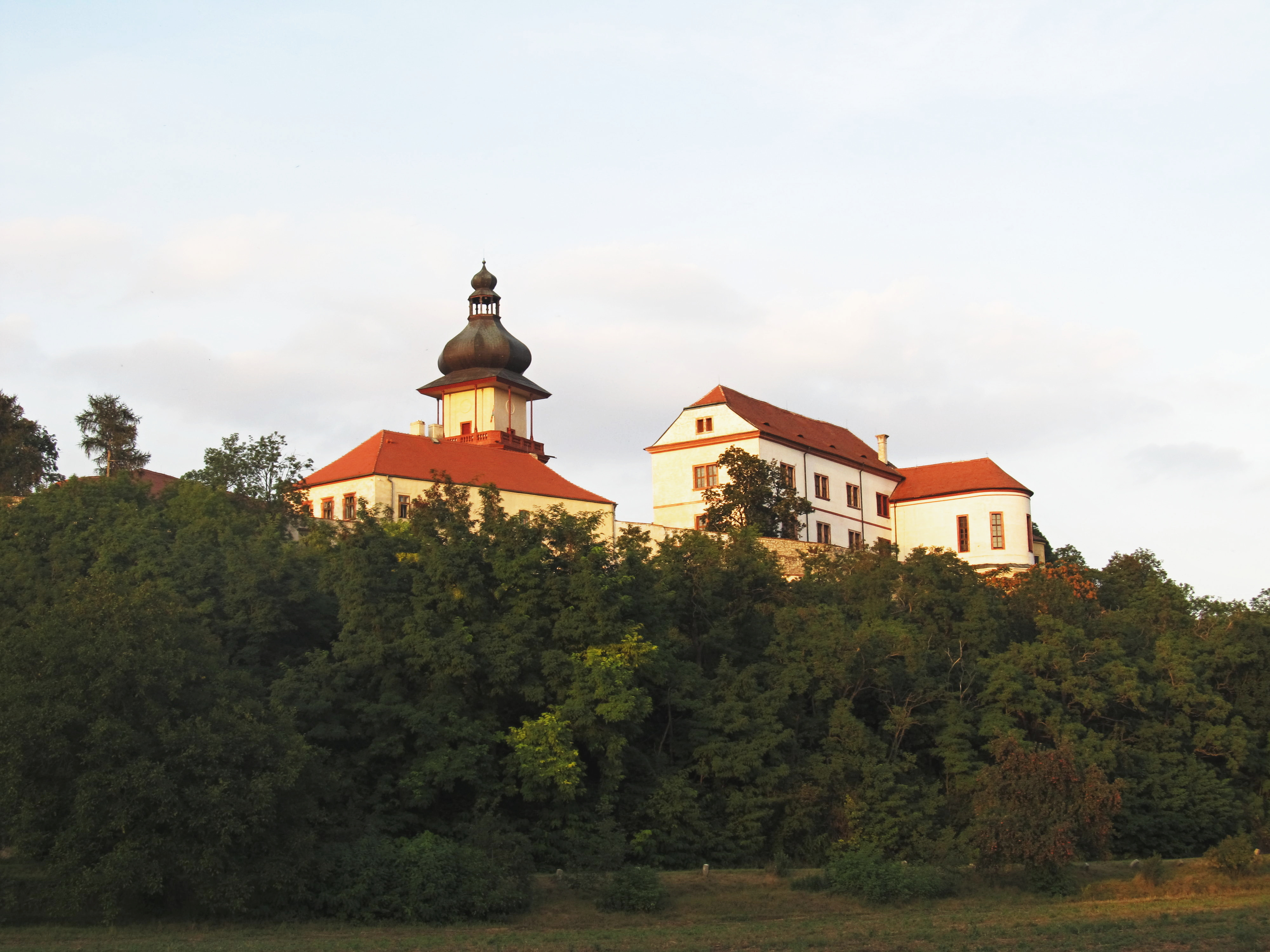
Zámek pohledem od jihovýchodu

### Nový Hrad pod vládou Kolovratů
U Nového Hradu jako u jednoho z mála českých hradů známe přesné datum založení. Povolení ke stavbě hradu vydal král Jiří z Poděbrad 2. května 1465 pro Albrechta Bezdružického z Kolovrat. Kolovratové v této oblasti již dříve vlastnili statky a založili nedaleký klášter v Dolním Ročově, kde měli rodinnou hrobku. Albrecht Bezdružický z Kolovrat zahájil stavbu hradu jižně od obce Jimlín poblíž Loun, hrubá stavba byla dokončena přibližně roku 1474, kdy se sem Albrechtova rodina nastěhovala. Tehdy také Albrecht upustil od přídomku Bezdružický, začal se psát Novohradský a založil tak novou rodovou linii rozvětveného rodu Kolovratů.
Přes četné stavební úpravy v době renesance a baroka je současný zámek půdorysně totožný s původním hradem, jedná se o rozsáhlý soubor hospodářských a obytných budov s třemi nádvořími. Mezi potomky Albrechta Novohradského došlo k majetkovým sporům, proto byl také v roce 1511 vyhotoven první známý popis hradu. V rukou jediného majitele se Nový Hrad ocitl znovu až v roce 1552 za Jana Novohradského z Kolovrat († 1556), tehdy k panství patřilo dvanáct vesnic.

### Majetkové změny v 16. a 17. století

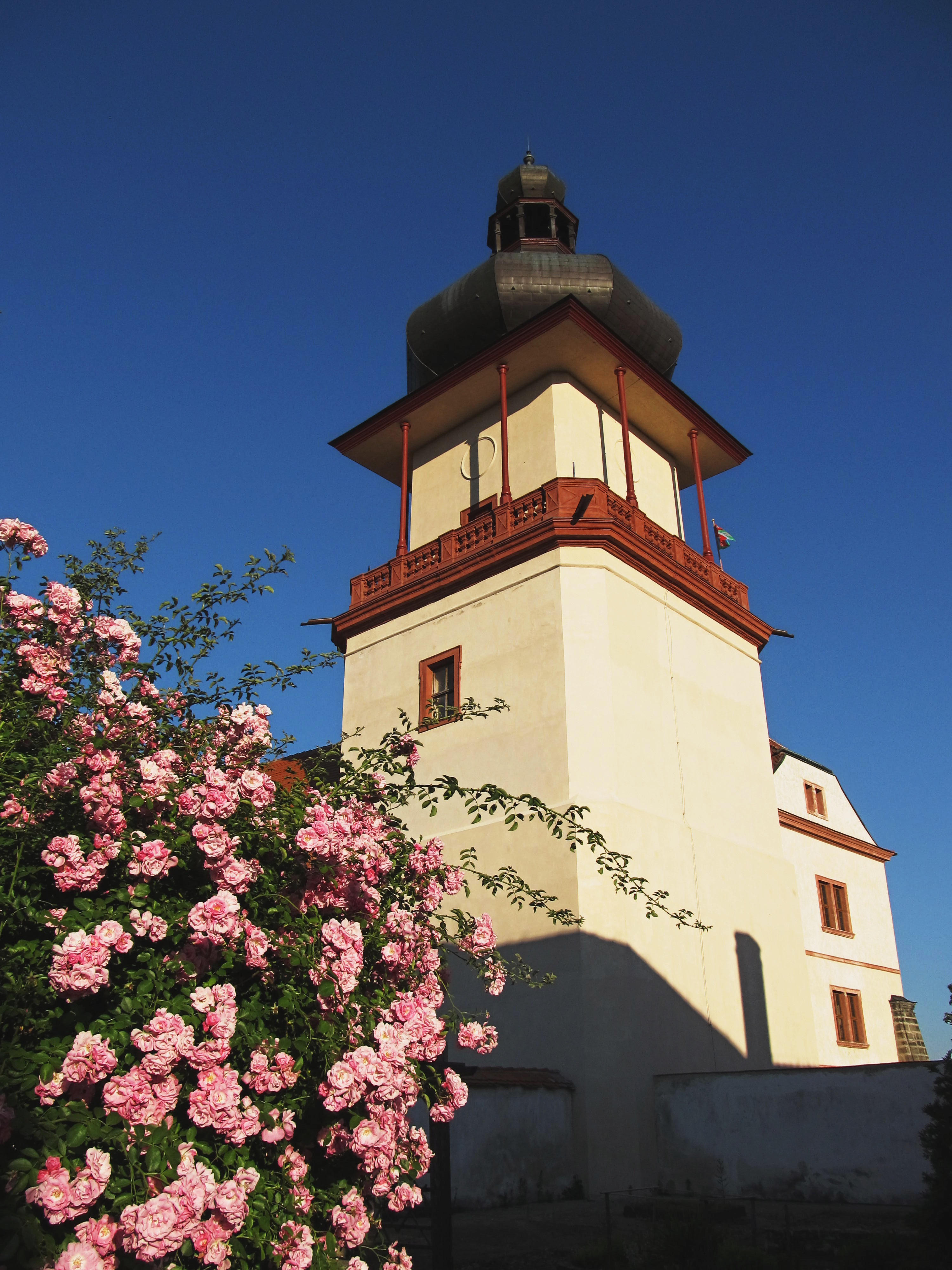
Zámecká věž

Rod Novohradských z Kolovrat vymřel až v roce 1802, ale samotný Nový Hrad jim patřil jen do 16. století. Nejvyšší komorník Volf Novohradský z Kolovrat († 1609) prodal panství v roce 1573 příbuzným Lobkovicům a odstěhoval se do jižních Čech, kde mu patřily Lnáře. Jan starší Popel z Lobkovic však již v roce 1575 podnikl výměnný obchod a Nový Hrad se stal majetkem rytíře Václava Fraňka z Liběchova, který zahájil renesanční přestavbu hradu. Jeho syn Adam Franěk v roce 1588 prodal Nový Hrad Vřesovcům. Páni z Vřesovic v té době vlastnili řadu majetků v severních a západních Čechách a Šebestián Vřesovec přikoupením Nového Hradu zaokrouhlil své dosavadní statky v této lokalitě. Šebestiánův syn Volf finančně podporoval stavovské povstání a Nový Hrad mu byl zkonfiskován, panství ale koupil jeho vzdálený příbuzný, katolický člen rodu, Volf Ilburk z Vřesovic. Za třicetileté války Nový Hrad trpěl průchody vojsk, k této etapě patří i pikantní historka z roku 1623, kdy byl zámek přepaden císařskými vojáky. Volf Ilburk z Vřesovic před nimi vyskočil z okna do hradního příkopu a pěšky uprchl do Loun.
Od Vřesovců koupil Nový Hrad v roce 1630 válečný zbohatlík a císařský generál hrabě Jan z Aldringenu (1588–1634). Ten nedlouho poté padl v bitvě u Nördlingenu a většina jeho majetku přešla na spřízněný rod Claryů (Clary-Aldringenové). Z Aldringenova majetku byl ale jeho poslední vůlí vyčleněn Nový Hrad, který převzal klášter premonstrátů na Strahově. Podmínkou odkazu bylo, že strahovští premonstráti vyplatí 40 000 zlatých čtyřem dalším klášterům ve Vídni a v Lucembursku. Ty se svého podílu začaly domáhat až po třicetileté válce, kdy zároveň došlo ke stavebním úpravám hradu pro pobyt řeholníků prchajícím z Prahy před morovou epidemií. Strahovský klášter se tak dostal do finanční tísně a opat Kryšpín Fuck byl donucen k prodeji novohradského panství. V roce 1651 koupil Nový Hrad za 50 000 zlatých kníže Kristián Vilém Hohenzollern (1587–1665) z rodu braniborských markrabat. Ten se krátce předtím oženil s hraběnkou Barborou Eusebií z Martinic, která po matce pocházela z rodu Novohradských z Kolovrat, což vysvětluje příchod příslušníka zahraničního vládnoucího rodu do této části Čech. Kristián Vilém nechal novohradský zámek opravit a trvale zde žil.

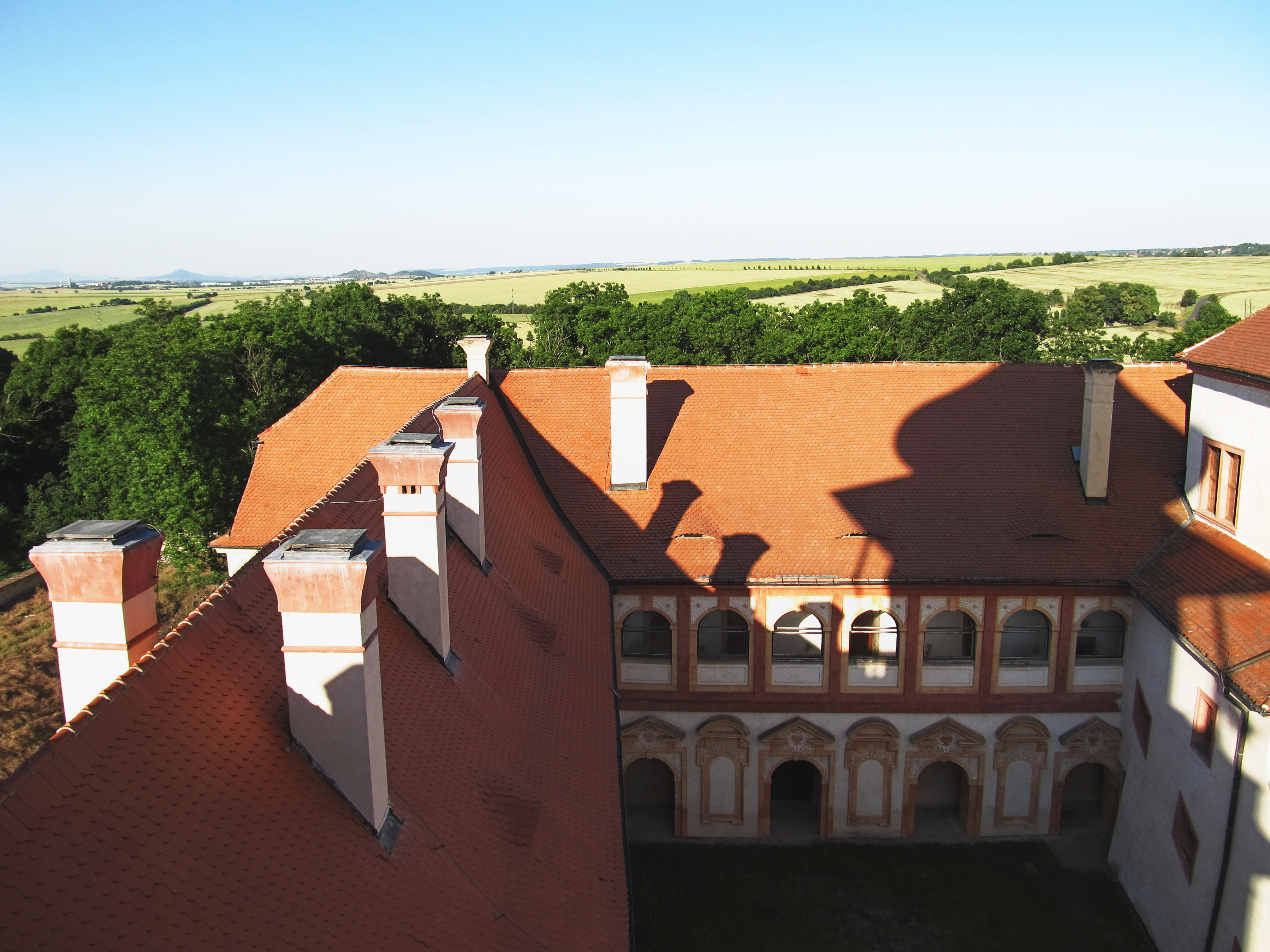
Třetí nádvoří s východním křídlem pohledem z věže

### Barokní přestavba za Varrensbachů
Krátká, ale významná byla historická etapa Nového Hradu ve vlastnictví říšského rady hraběte Gustava Adolfa z Varrensbachu (1629–1689), který koupil panství v roce 1670 od dědiců Kristiána Viléma Hohenzollerna za 50 000 zlatých. Varrensbach patřil ke druhé generaci přistěhovalců pobělohorského období, která se nízký původ snažila kompenzovat honosnými úpravami svých sídel a okázalou podporou katolické církve. Varrensbach již předtím v severních Čechách vlastnil Čížkovice, z Nového Hradu se rozhodl učinit reprezentační sídlo. V 70. letech 17. století zahájil barokní přestavbu zámku. Nedoložená, ale pravděpodobná je účast významných architektů, kteří pro Varrensbacha pracovali i jinde (A. della Porta, F. Caratti). Především byla dokončena kaple sv. Josefa, jejíž stavbu zahájili již strahovští premonstráti. Za hraběte Gustava Adolfa Varrensbacha došlo k exteriérovým úpravám v podobě sjednocených fasád, stavební aktivity v interiérech dokládá především bohatá štuková výzdoba v sálech 1. a 2. patra jižního paláce.
Po Varrensbachově úmrtí zdědila Nový Hrad jeho nevlastní dcera Anna Marie von Waldburg-Zeil (†1720), provdaná za hraběte Jana Volkarda z Concinu (†1713), nejvyššího hofmistra arcivévodkyně Marie Alžběty. Za Anny Marie z Concinu proběhly na přelomu 17. a 18. století stavební úpravy zámku, do této doby spadá také vznik posledních bohatě zdobených záklopových stropů v řadě zámeckých sálů.
V roce 1715 koupila Nový Hrad Anna Barbora Tondeur, provdaná z Löweneggu, dcera císařského dvorního chirurga Johanna Tondeura. Za ní se Nový Hrad stal živým společenským centrem, velkolepé slavnosti byly ale mimo jiné spojeny s nevhodnými kontakty Anny Barbory z Löweneggu s bratry Michnovými z Vacínova. Prostopášná společnost byla rozehnána v roce 1734 na zákrok císaře Karla VI. a Nový Hrad přešel pod poručnickou správu nad nezletilým Leopoldem z Löweneggu.

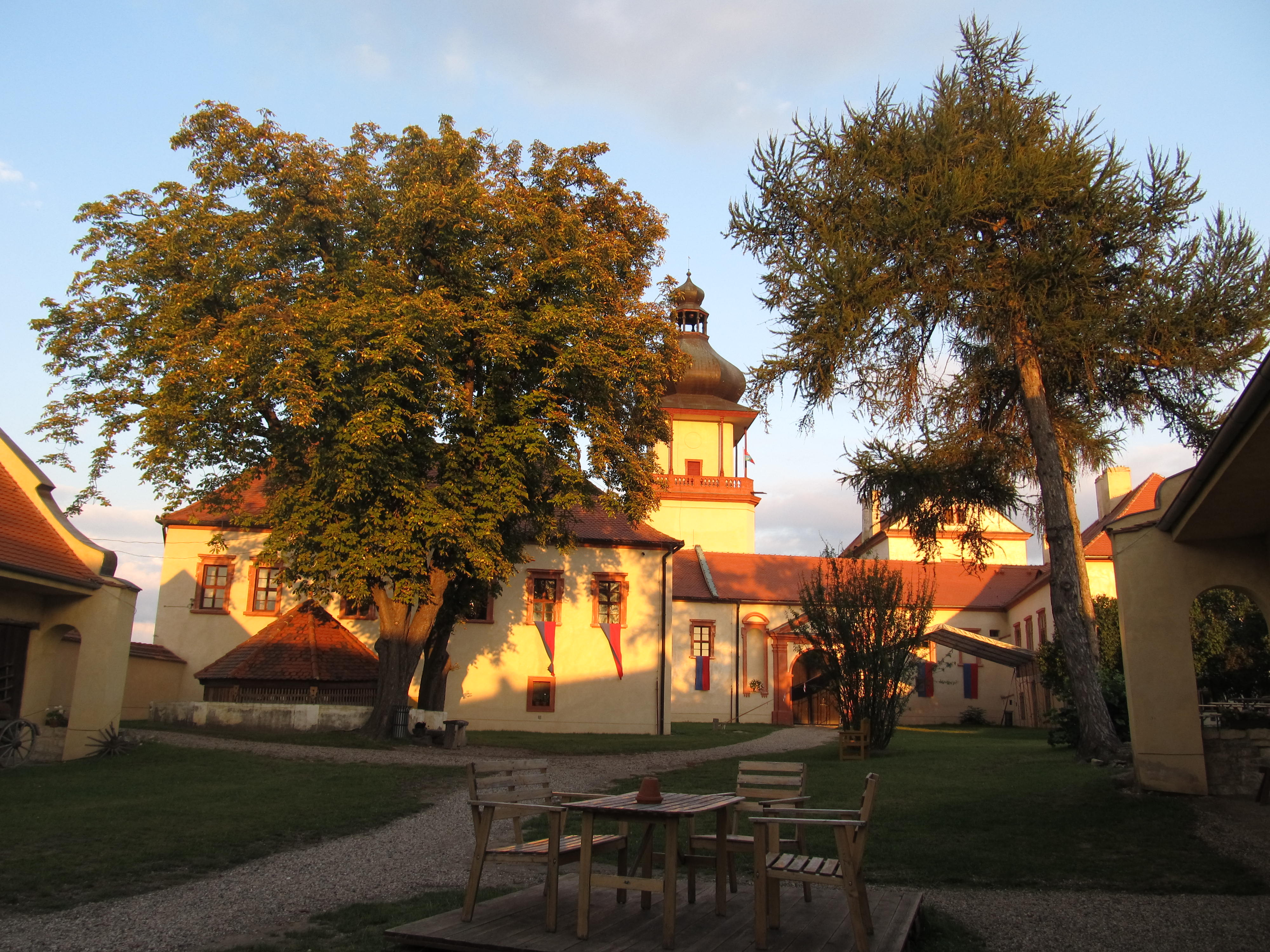
První nádvoří

### Nový Hrad ve vlastnictví Schwarzenbergů
Od roku 1767 byl Nový Hrad majetkem knížecího rodu Schwarzenbergů, který v této oblasti vlastnil majetek již od 17. století (Postoloprty), ostatně již tehdy je doložen jejich zájem o novohradské panství. Marie Josefa z Löweneggu, vdova po Leopoldu z Löweneggu, prodala Nový Hrad v roce 1767 za 280 000 zlatých knížeti Josefovi ze Schwarzenbergu. I když je jméno Schwarzenbergů spojeno především s jihočeským regionem, i v severních Čechách vlastnili rozsáhlé statky. Kromě Nového Hradu později koupili ještě Lovosice (1783) nebo Cítoliby (1802).
Hned po roce 1767 přistoupili Schwarzenbergové k opravě novohradského zámku, který utrpěl za sedmileté války. V roce 1782 je na Novém Hradě doložen hon za účasti šlechty ze širokého okolí, později ale Schwarzenbergové pro příležitostné pobyty v severních Čechách využívali spíše zámek v Postoloprtech, kam bylo také přestěhováno vybavení z novohradského zámku. Zámek Nový Hrad byl postupně adaptován pro hospodářské potřeby, nicméně správa panství zde sídlila až do roku 1879, kdy bylo panství administrativně sloučeno s velkostatkem Postoloprty.
V 19. a 20. století sloužil novohradský zámek hospodářským potřebám velkostatku, za napoleonských válek zde byl krátce lazaret pro zraněné vojáky z bitvy u Chlumce a u Lipska. Za první republiky došlo ke zmenšení velkostatku v rámci pozemkové reformy, samotný zámek přešel do majetku státu až v roce 1947 na základě zákona Lex Schwarzenberg.

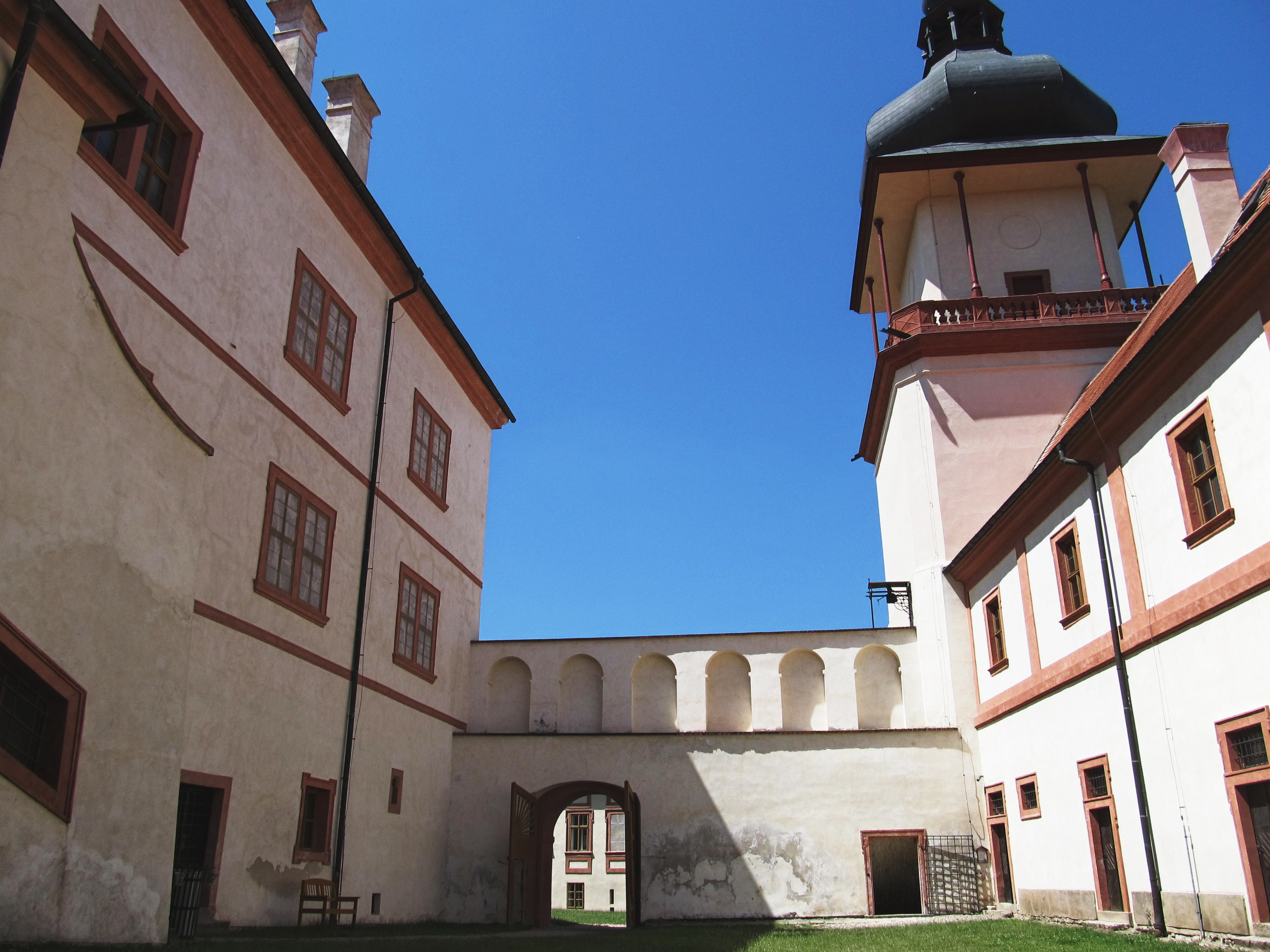
Třetí nádvoří

### Současnost
Po znárodnění přešel zámek do správy státních orgánů, část areálu využívalo od roku 1953 místní JZD. Vzácně dochované interiéry byly vystaveny destrukci díky hospodářskému využití. Po neuskutečněném projektu školicího střediska z přelomu 60. a 70. let 20. století došlo alespoň ke statickému zajištění zámecké kaple a jižního paláce. Postupná rekonstrukce probíhala i v následujících letech, kdy byl zámek ve správě Okresního muzea v Lounech.
Od 1. ledna 2012 je zámek Nový Hrad příspěvkovou organizací ve správě Ústeckého kraje. Zámek je přístupný veřejnosti a nabízí dva prohlídkové okruhy, bez průvodce jsou přístupná všechna tři nádvoří a vyhlídka na věži. Nadále probíhá rekonstrukce, v roce 2017 došlo k úpravě povrchu cest na všech třech nádvořích. V části zámku je penzión, prostory zámku nabízejí možnost pořádání civilních i církevních svatebních obřadů, v turistické sezóně se v areálu koná řada kulturních akcí.
| Rok  | Počet návštěvníků |
| ---- | ----------------- |
| 2015 | 12 333            |
| 2016 | 10 387            |
| 2017 | 12 844            |

## Stavební podoba
Starší literatura sice uvádí, že hrad byl postaven na místě bývalé tvrze, ta se ale nacházela v sousedním Jimlíně na místě domů č. p. 1 a 38. Jednalo se tedy o novostavbu na „zeleném drnu“, ostatně povolení Jiřího z Poděbrad uvádí souhlas „vybudovat a vystavět hrad neb tvrz někde na svém dědičném kopci ležícím nedaleko tvrze Jimlín,… pročež, dáváme mu náš královský souhlas, aby sám řečený hrad neb tvrz směl a mohl opevnit zdmi, věžemi a příkopy, jak mu bude libo a jak bude chtít.“

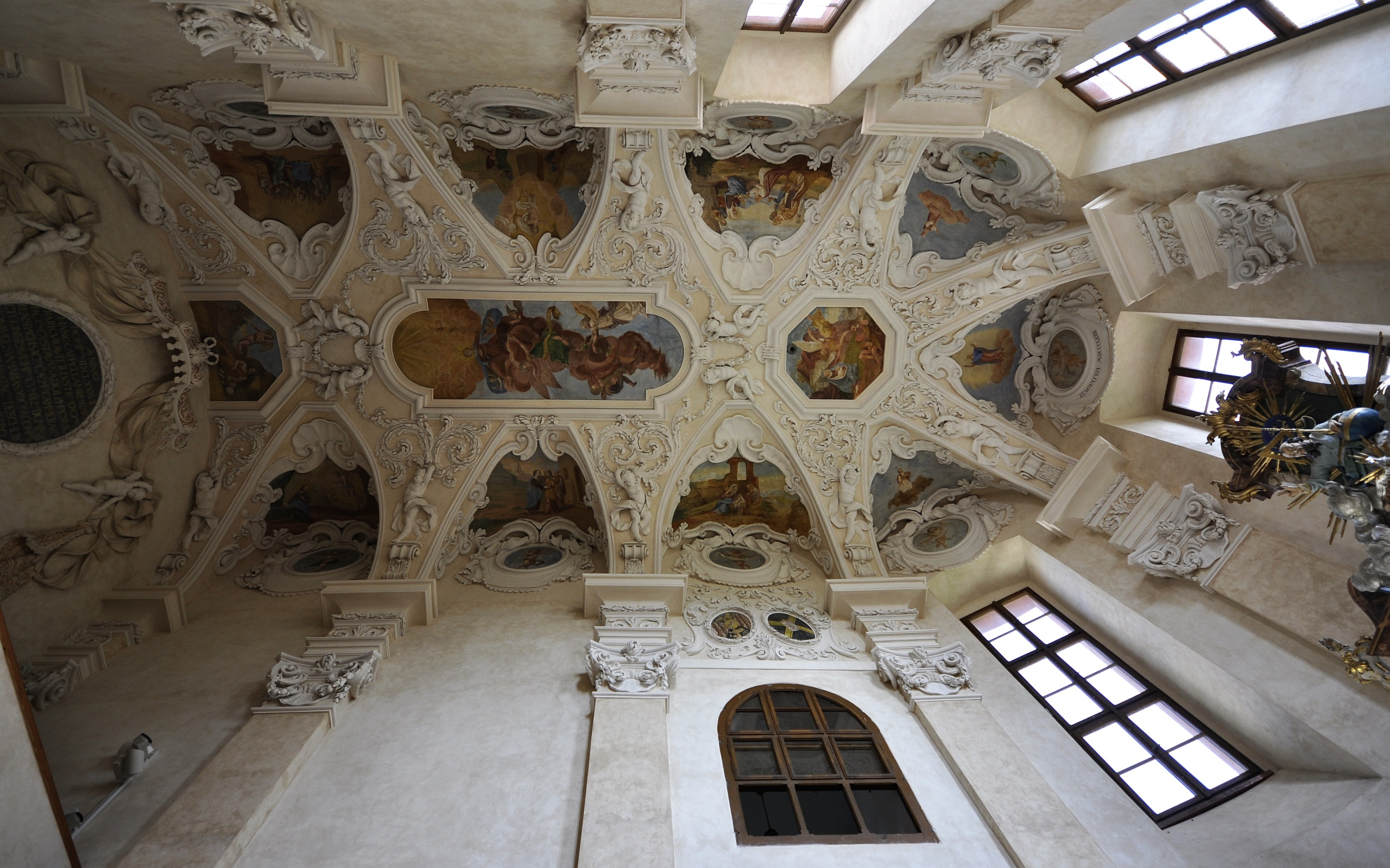
Klenba raně barokní kaple

Současná stavba zjevně vznikla postupným narůstáním a obsahuje řadu původních konstrukcí. Do jádra hradu se vstupovalo od západu jednoduchou dnes zazděnou kulisovou branou, po jejíž severní straně byla vystavěna hranolová věž s okosenými nárožími. Původní palác se nacházel na jižní straně a v pramenech je označován jako „Vysoké stavení“. K obytným účelům sloužilo také východní křídlo. Zde v přízemí byly nalezeny nástěnné malby z konce 15. století, které zobrazují turnaj a šermíře či zápasníky. V přízemí severního traktu východního křídla byl nalezen druhý cyklus maleb z počátku 16. století, které snad zobrazují život Najharta. Severní křídlo je barokní a podle písemných pramenů se zde původně nacházely stáje a kaple. Jádro hradu je opevněné valovým opevněním s čelní zděnou hradbou. Před čelní stranou se nacházelo lichoběžné předhradí.
V 16. století zde proběhlo několik přestaveb, ale současnou podobu hrad získal až v 17. století, kdy zde vznikla také kaple sv. Josefa. Stavbu tehdy dokončoval Gustav Adolf z Varrensbachu.

## Galerie

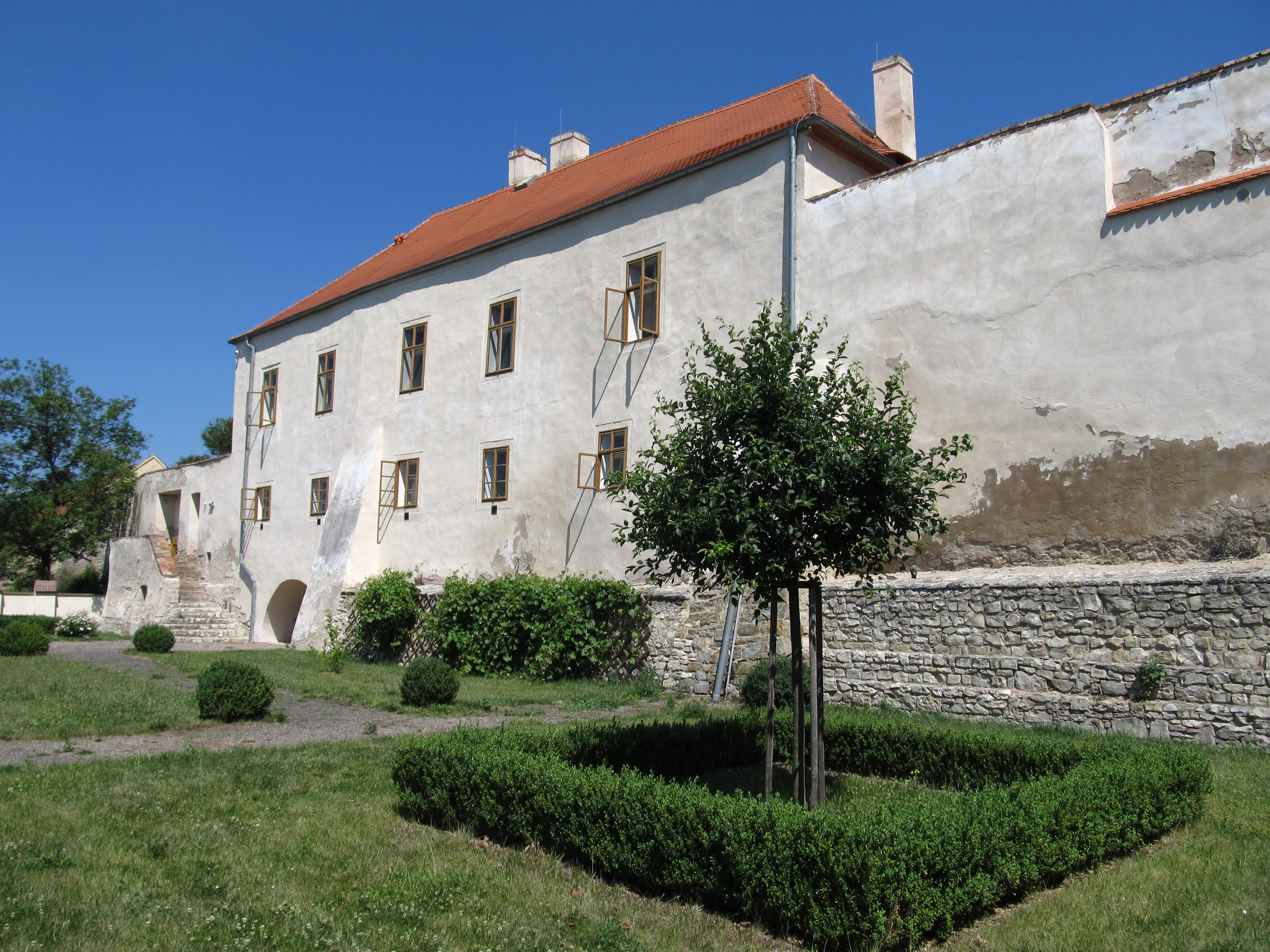
Úřednický dům a Barbořina zahrada
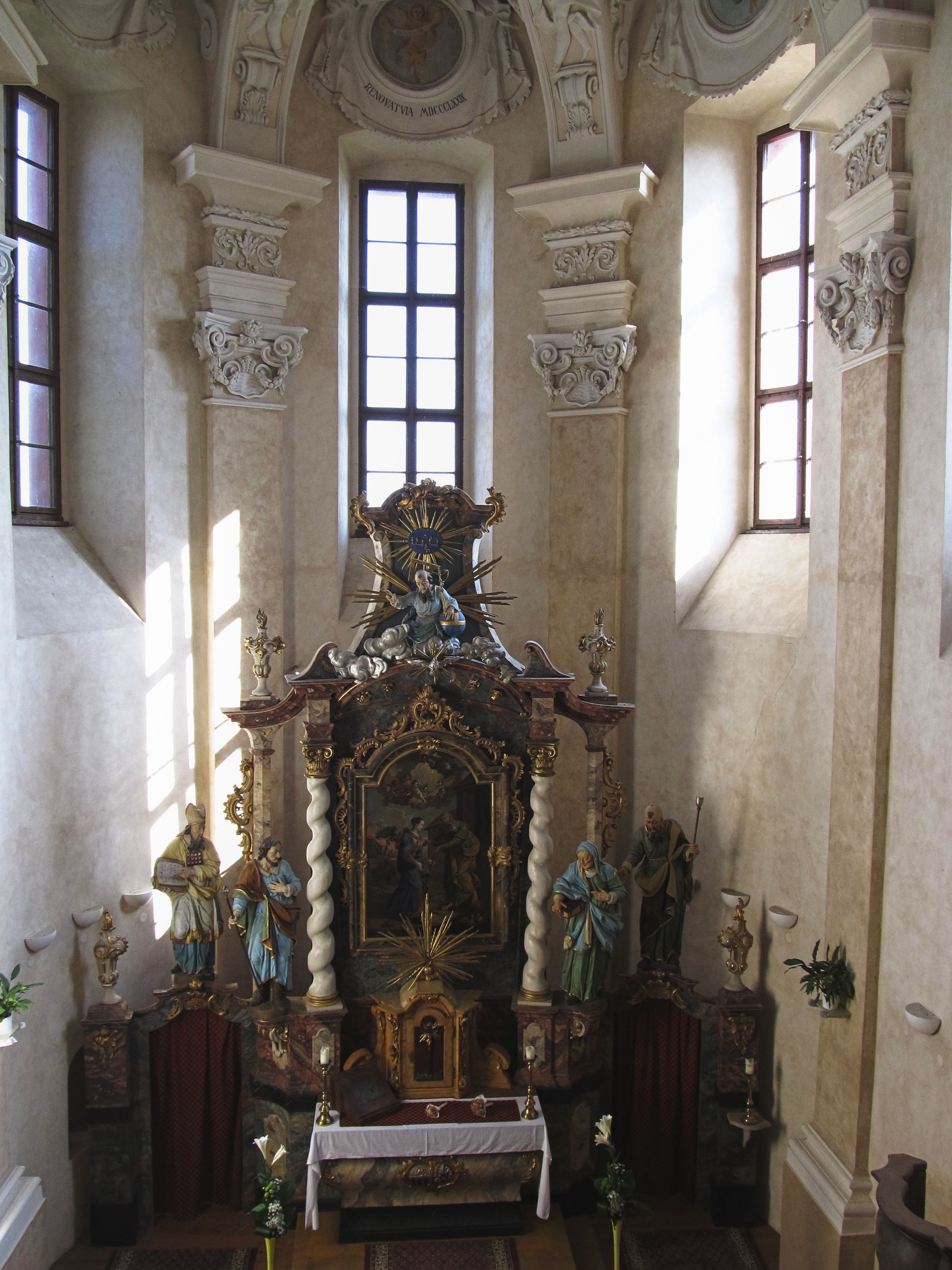
Kaple sv. Josefa
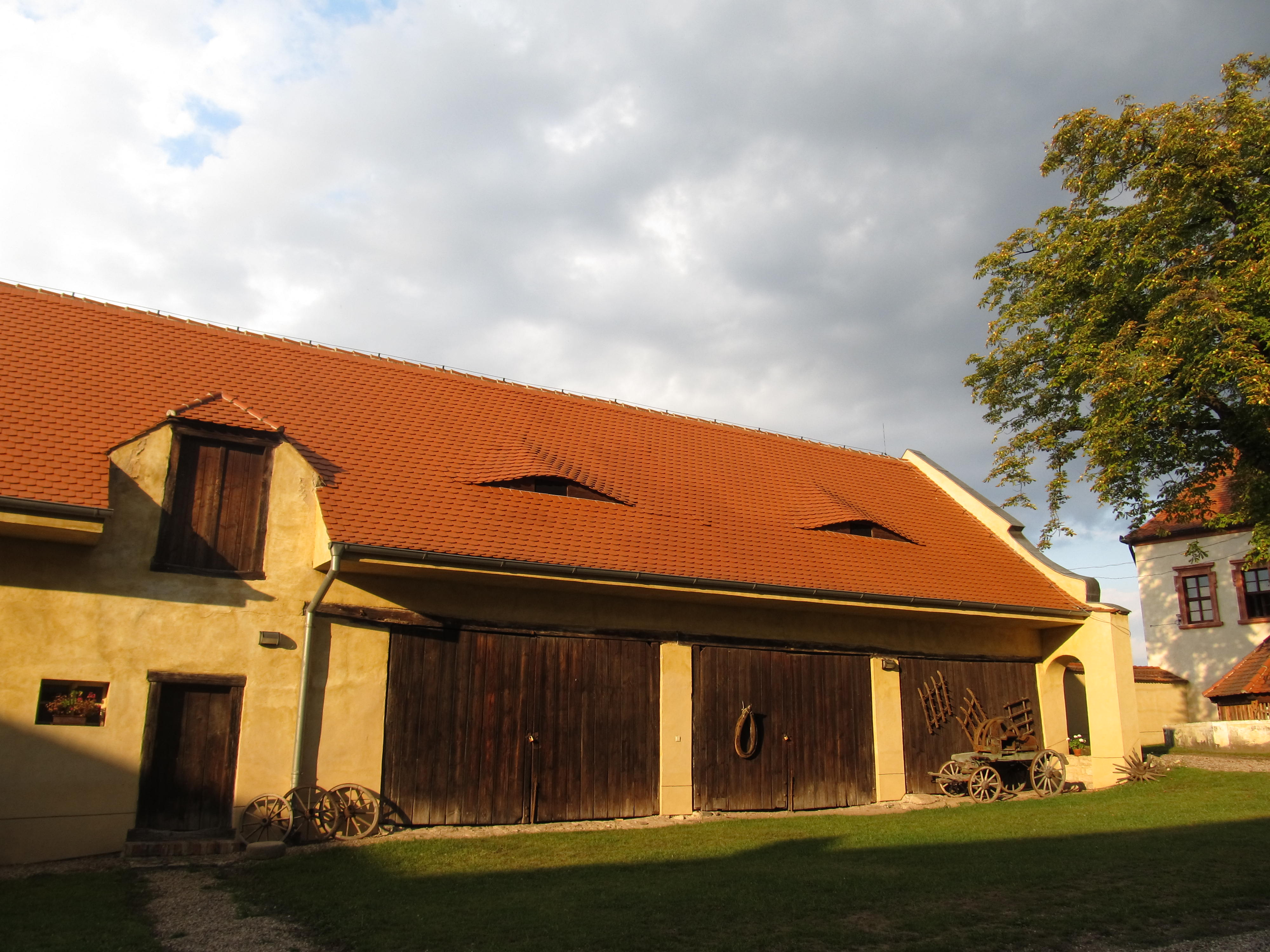
První nádvoří
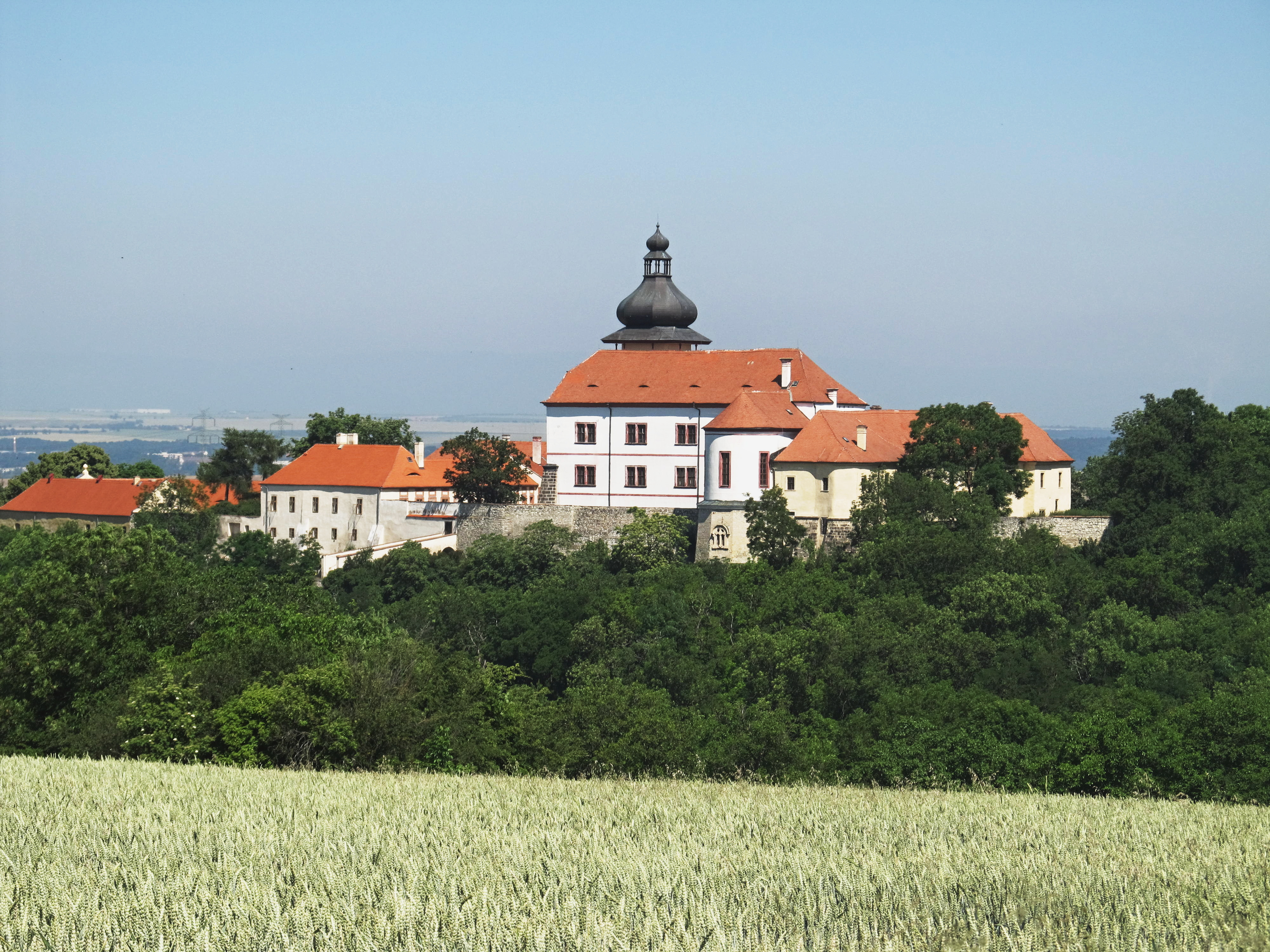
Pohled na zámek od jihu
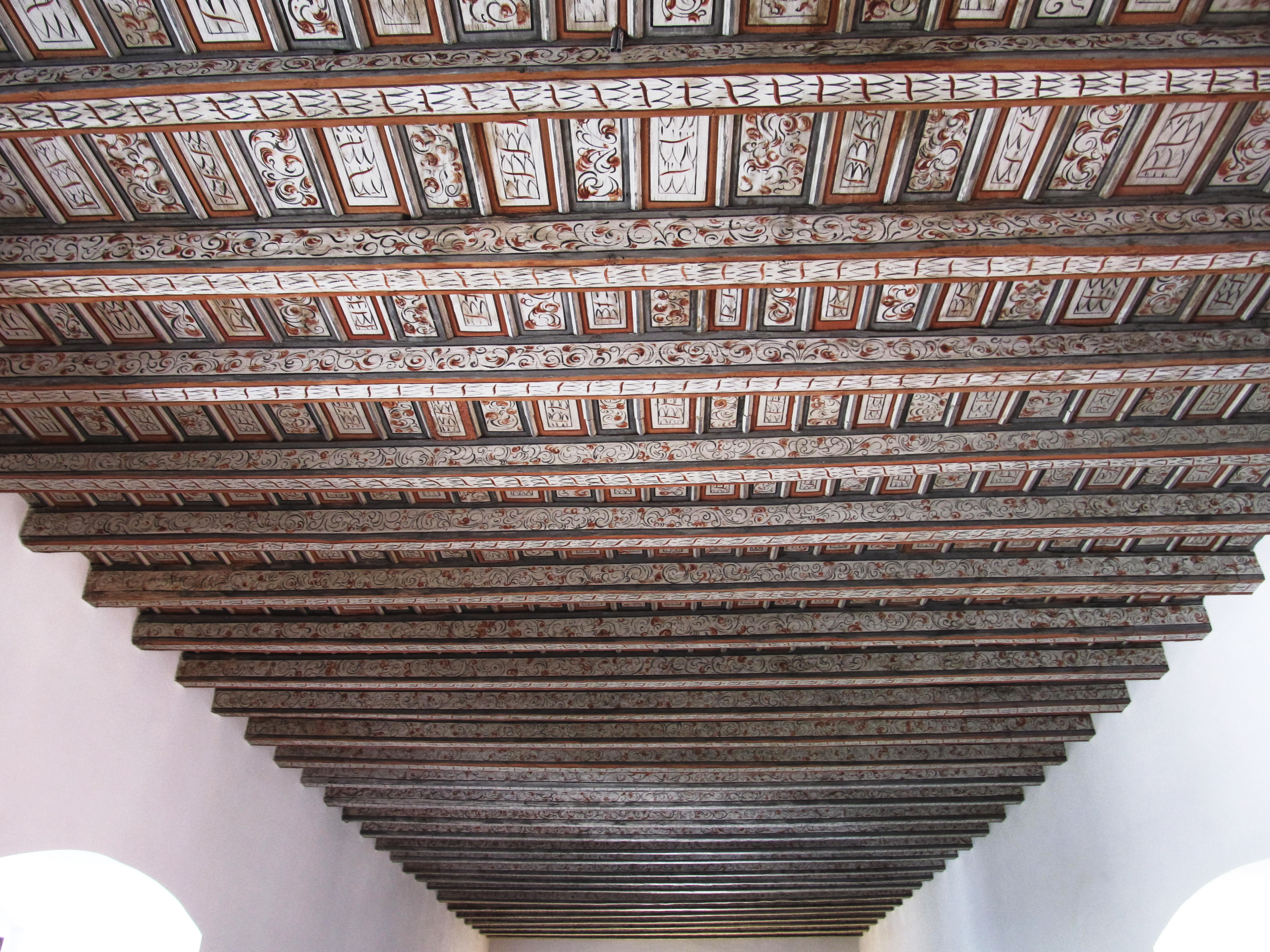
Záklopový strop v Rytířském sále
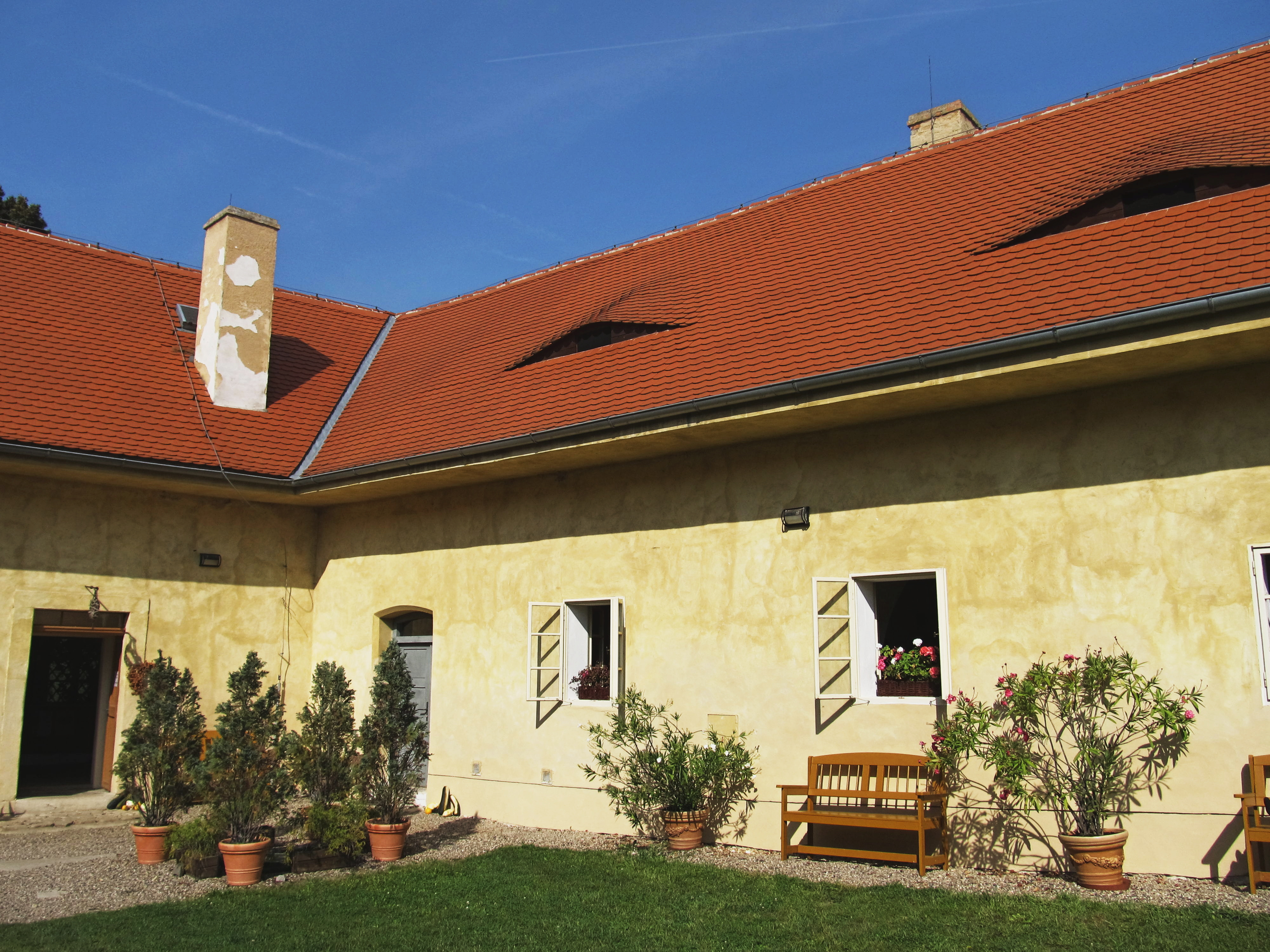
První nádvoří
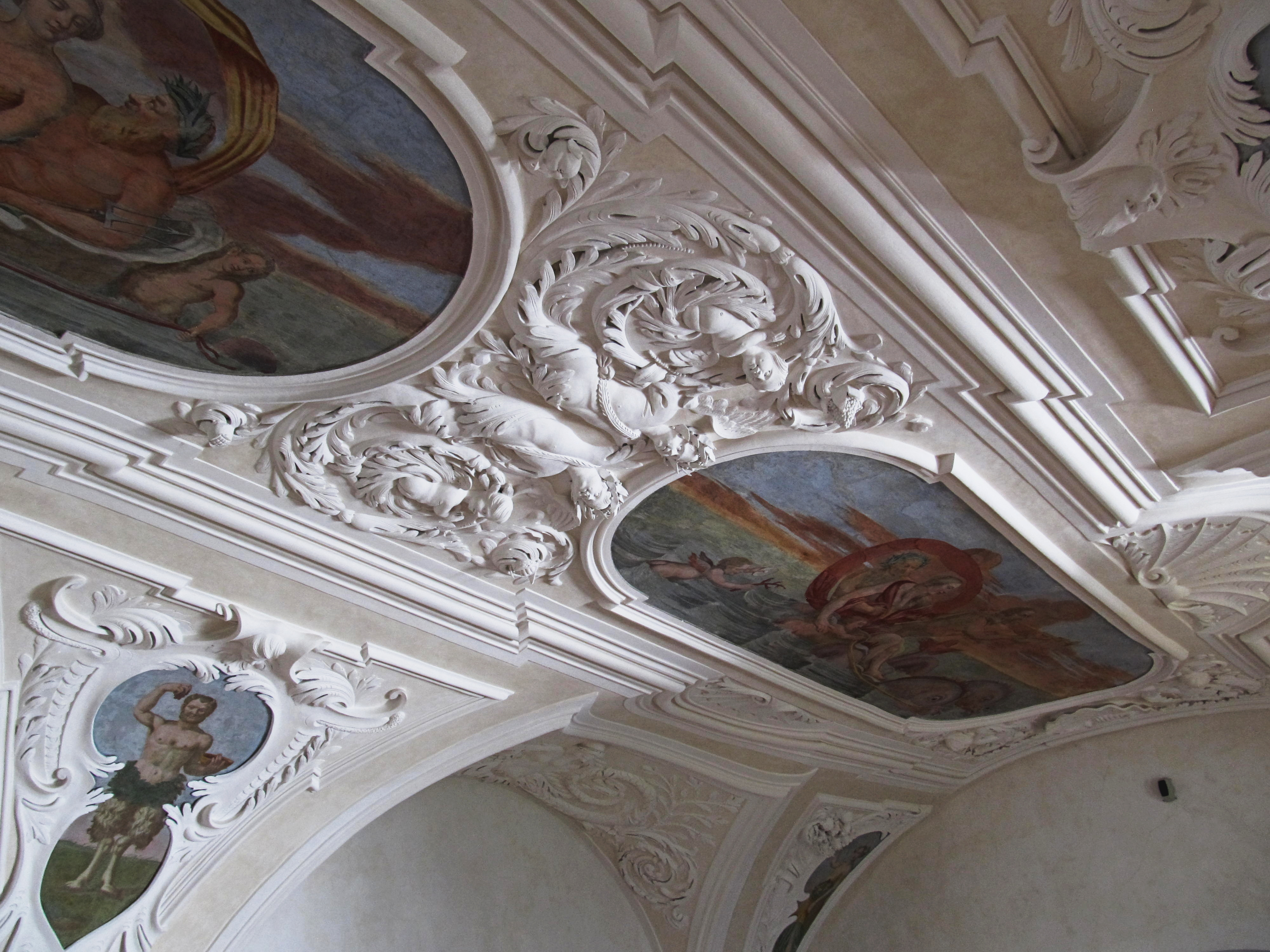
Nástropní štuková výzdoba ve Varrensbachově salónu
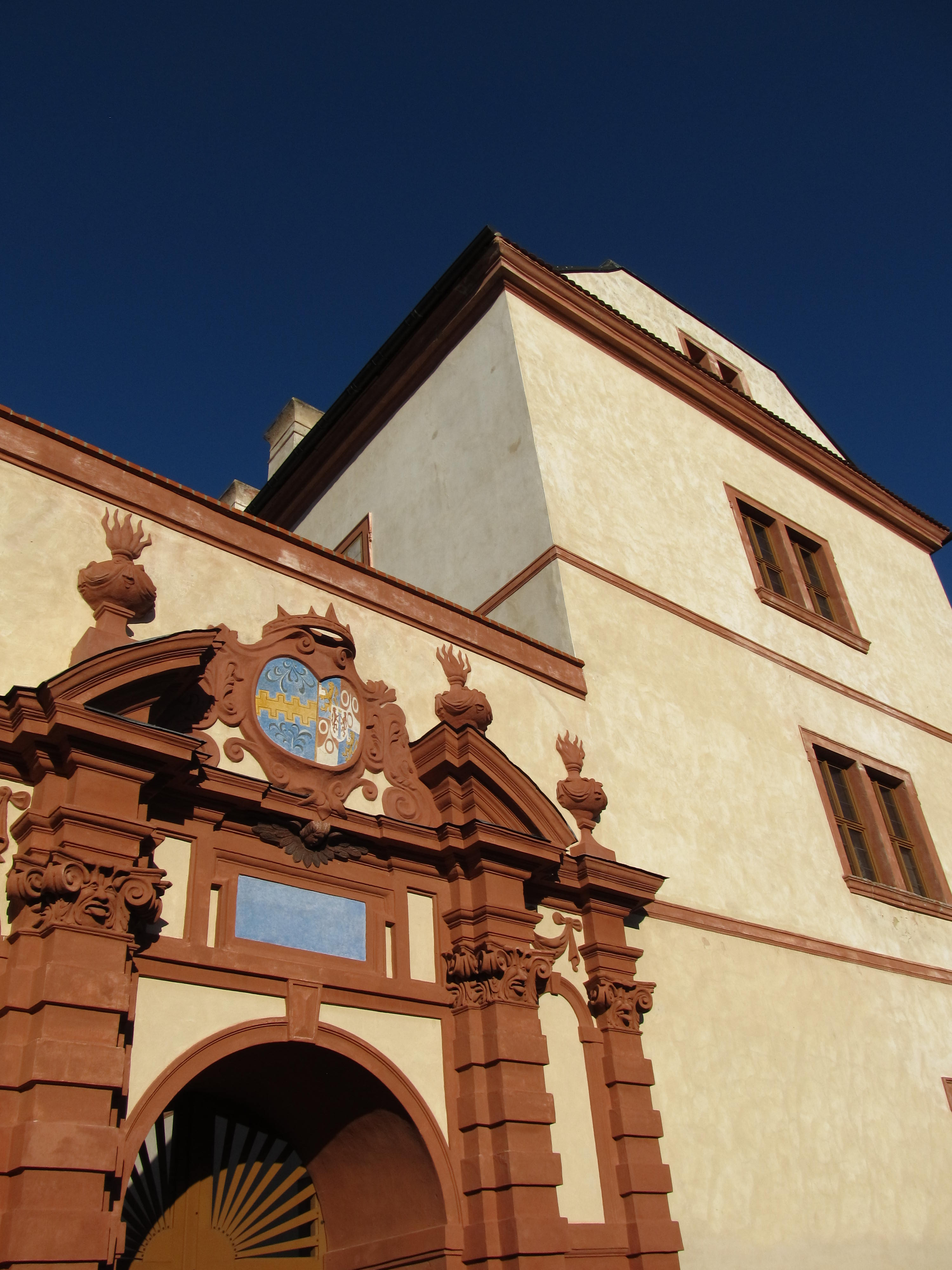
Brána na třetí nádvoří s erbem Varrensbachů a Šliků